# Sèmèvo Orisha Oké
Sèmèvo Orisha Oké, nom de scène d'Hyppolite Aklamavo, est un chanteur populaire béninois, né en 1976 et mort à Cotonou dans la matinée du 5 janvier 2025,,.

## Biographie
Les détails précis entourant le décès de l'artiste restent incertains. Il s'est éteint à l'âge de 48 ans dans la nuit du 4 au 5 janvier 2025 au Centre national hospitalier et universitaire Hubert Koutoukou Maga (CNHU-HKM) de Cotonou,,.

## Hommage
Le dimanche 5 janvier 2025, le ministre du tourisme, de la culture et des arts, Jean-Michel Hervé Babalola Abimbola a rendu hommage à l’artiste Sèmèvo Orisha Oké, reconnu comme un maître des percussions, à la suite de l’annonce de son décès,. Il a été inhumé le 15 février 2025 dans l’arrondissement de Hêvié.